# Joanna Benda
Joanna Benda (ur. w 1972) – polska aktorka głównie filmowa i telewizyjna, także teatralna. W 1995 roku ukończyła studia w PWST w Warszawie.

## Filmografia
- 1993: 20 lat później jako Monika Hauser vel Janka Bednarek
- 1996: Maszyna zmian. Nowe przygody jako Asystentka
- 1996: Szamanka jako współpracowniczka Michała
- 2002: Klan jako Majka Barcz, fotograf w redakcji miesięcznika „High Life”
- 1997: Pułapka jako Ewa
- 1998: Ekstradycja 3 jako hostessa w Jabłonnie
- 1999: Wszystkie pieniądze świata jako Hania Szubert
- 2000: Bajland jako dziennikarka
- 2000: Zakochani jako Kati, koleżanka Zosi
- 2001: Zostać miss jako Podolska, dziennikarka „Egoisty”
- 2003: Niewinny flirt jako Monika Czerwińska-Krawczyk
- 2003: Łowcy skór jako Renata Kamińska, właścicielka zakładu pogrzebowego
- 2003: Zaginiona jako pracownica Ambasady Kanady
- 2006: Na dobre i na złe jako siostra Małeckiej
- 2007: Sąsiedzi jako Sylwia Truszczyńska, koleżanka Patrycji z czasów szkolnych

## Role teatralne
- 1994: Zbrodnie serca jako Meg Magrath (reż. Eugeniusz Korin)
- 1995: Odprawa posłów greckich jako Panna trojańska (reż. Zbigniew Zapasiewicz)
- 1995: Opowiastki o panu Cogito (reż. Z. Zapasiewicz)
- 1995: Gwałtu, co się dzieje! jako Agata (reż. Anna Seniuk)

### WTeatrze Telewizji
- 1995: Mateczka (reż. Stanisław Różewicz)
- 1996: Pokój pełen liści (reż. Agnieszka Glińska)
- 1999: Druga matka  (reż. Izabella Cywińska)
- 1999: Max i maja (reż. Wojciech Nowak)
- 2000: Dragon (reż. S. Różewicz)
- 2000: Sandra K. (reż. Maria Zmarz-Koczanowicz)

## Życie prywatne
- Aktorka ma 170 cm wzrostu.
- Zna dwa języki obce: angielski i rosyjski[1].